# علی صافی گلپایگانی
علی صافی گلپایگانی (زادهٔ دی ۱۲۹۲ در گلپایگان – درگذشتهٔ ۱۴ دی ۱۳۸۸ در گلپایگان) از مجتهدان و مراجع تقلید معاصر شیعه بود. لطف‌الله صافی گلپایگانی (متولد ۱۲۹۷ – درگذشته ۱۲ بهمن ۱۴۰۰) برادر کوچک علی صافی گلپایگانی نیز از مراجع تقلید شیعه بود. آیت الله محمدرضا کمیلی موحد یکی از دامان ایشان است  که در شهر قم مشغول به تدریس درس خارج است 

## تحصیلات
تحصیلات ابتدایی را نزد پدرش محمدجواد صافی گلپایگانی گذراند. در نوزده سالگی عازم قم شد و در سن بیست‌ودو سالگی به درجه اجتهاد نائل شد.
دروس سطح را نزد میرزا محمد همدانی تکمیل نمود. درس خارج را نزد سید محمد حجت و سید حسین بروجردی به پایان برد. بروجردی چنان شیفتهٔ هوش و ذکاوت و نیروی استدلال وی در جلسات درس و مباحثه شد، که در برخی مجالس از وی یاد می‌کرد و این امر سبب شهرت او در جمع طلاب علوم دینی شد و در رده برجسته‌ترینشان شناخته گردید. وی از دوستان صمیمی ابوالفضل فصیحی خوانساری بود و با وی دوستی و مراوده دیرینه‌ای داشت.
علی صافی گلپایگانی ارشد شاگردان سید حسین بروجردی به‌شمار می‌رفت. از لحاظ فکری مشاور امین آن مرجع کل شیعه بود و از ممتحنین سطوح عالی و دروس خارج در آن زمان بود.
وی از نزدیکان و برجسته‌ترین شاگردان سید حسین طباطبایی بروجردی و عضو هیئت استفتای او بود. همچنین شاگرد سید محمد حجت کوه‌کمری، محمد همدانی، محمدتقی خوانساری بود.

## مرجعیت و فعالیت‌ها
وی علاوه بر کارهای تحقیقاتی و مطالعاتی و توجه عمیق به اهمیت تألیف و درس و بحث در زمینه‌های گوناگون، از حضور مؤثر در اجتماع نیز غافل نماند. اولین رساله فارسی ایشان پس از فوت سید محمدرضا گلپایگانی تحت عنوان منتخب‌الاحکام در اسفندماه ۱۳۷۲ منتشر شد و پس از حدود سه ماه چاپ اول رساله توضیح‌المسائل معظم له منتشر می‌شود.
در اطلاعیه‌ای که فرزند محمدتقی بهجت پس از درگذشت او منتشر کرد، اعلام شد که محمدتقی بهجت، او را مجتهد اعلم و اصلح می‌دانسته و به مقلدان بهجت توصیه شد که به وی رجوع کنند. وی همچنین اعلام کرد فعالیت دفتر محمدتقی بهجت با اجازه علی صافی گلپایگانی و با توجه به اینکه نظر او بر جواز بقای بر تقلید از میت است، ادامه می‌یابد. اما ایشان یک ریال از وجوهات باقی‌مانده از محمدتقی بهجت استفاده شخصی نکرد.

## آثار
آثاری از وی به نظم و نثر فارسی و عربی به جا مانده‌است که برخی به چاپ رسیده بود. شماری از آن‌ها زیر چاپ و قسمتی به صورت دست‌نویس بود. آثار فقهی ایشان مورد عنایت علما و اساتید دروس خارج است.
بخشی از آثار چاپ‌شدهٔ او شامل موارد زیر است:
- ذخیرة‌العقبی فی شرح العروة‌الوثقی[۷]
- منتخب الحکام
- مناسک حج
- در انتظار وصال[۸]
- رساله عملیه توضیح‌المسائل فارسی
- تقریرات اصول آیت‌الله حجت به نام «المحجة فی تقریرات الحجة» در دو جلد
- راز دل[۹]
- الدلالة الی من له الولایة
- المحجة فی تقریرات الحجة (۲ جلد)
- تاریخ تحول فقه شیعه
- منتخب الاحکام
- اصول الفقه
- تقریرات درس آیت‌الله بروجردی (صلاة، وصیت و …)
- تقریرات درس آیت‌الله حجت (تیمم، بیع و …)

## اشعار
وی در حوزه شعر آیینی دارای آثار و اشعاری است از جمله کتاب‌های «راز دل» و «در انتظار وصال».
بیژن شهرامی نویسنده و شاعر معاصر در ذکر خاطره‌ای از او می‌نویسد:در آغاز شغل معلمی خدمت او نامه‌ای نوشتم و درخواست نصیحت کردم. در پاسخ این دو بیتی را سرودند و فرستادند:
| معلم اگر از برای خدا         |
| کند آنچه بر عهده دارد ادا    |
| هم او سرفراز است در نزد حق   |
| هم او را دهد حق به نیکی جزا. |

## درگذشت
وی در صبح روز دوشنبه ۱۴ دی ۱۳۸۸ (برابر با ۱۸ محرم ۱۴۳۱ ه‍.ق) در سن ۹۶ سالگی در گلپایگان درگذشت. طبق وصیتش، پیکر وی در آرامستان قاضی زاهد گلپایگان دفن شد.